# Вулиця Семена Кузнеця (Харків)
Вулиця Семе́на Кузнеця́ — вулиця у Харкові, у Шевченківському районі, в історичній місцевості Павлівка. Йде на захід від Клочківської вулиці, після перехрестя з вулицею Юрія Пояркова повертає на північний захід, після перехрестя з вулицею В'ячеслава Чорновола — на північно-північний захід і закінчується, зливаючись з Полярною вулицею. Вулиця відома від 1916 року, спочатку називалась Єлизаветинською, потім (1936—1942 і 1943—2015) — Ревкомівською. 2015 року перейменована на честь Семена Кузнеця, лауреата Нобелівської премії з економіки, який жив і навчався в Харкові.

## Розташування
Вулиця починається від Клочківської вулиці і йде на захід. Перетинає Софіївську вулицю. Після перехрестя з вулицею Юрія Пояркова повертає праворуч, на північний захід. Перетинає Севастопольську й Новомирну вулиці. На перехресті з вулицею Семена Кузнеця Срібна вулиця переходить в Аграрну вулицю. Далі перехрестями з вулицею Семена Кузнеця закінчуються Авіахімічний провулок і провулок Семена Кузнеця. Після перехрестя з вулицею В'ячеслава Чорновола вулиця Семена Кузнеця бере ще трохи праворуч і далі йде на північно-північний захід. Далі вона перетинає вулиці Рудаківську й Ейнштейна. Закінчується, зливаючись з Полярною вулицею.
Вулиця асфальтована, рух двосторонній. Забудована приватними будинками, лише на початку вулиці (від Клочківської до вулиці Юрія Пояркова) на південь від вулиці є багатоповерхівки, які належать до Клочківської вулиці.

## Історія
Вулиця відома з 1916 року і спочатку називалась Єлизаветинською. 20 вересня 1936 року перейменована на Ревкомівську на честь революційних комітетів — тимчасових надзвичайних органів Радянської влади, які існували в період Громадянської війни. У 1942—1943 роках під час німецької окупації вулиці короткочасно повернули історичну назву Єлизаветинська.
20 листопада 2015 року в межах декомунізації вулицю перейменували на вулицю Семена Кузнеця. Одночасно сусідній Ревкомівський провулок став провулком Семена Кузнеця. Семен Абрамович Кузнець, більш відомий під американізованим ім'ям як Саймон Кузнець (1901—1985), народився в Пінську, 1915 року евакуювався в Харків подалі від фронту Першої світової війни, в Харкові закінчив реальне училище, навчався у Харківському комерційному інституті, очолював відділ статистики праці Центральної ради профспілок України, а 1922 року емігрував до США, де згодом став всесвітньо відомим економістом і здобув Нобелівську премію з економіки (1971).